# Рудых Антон Владимирович
Рудых Антон Владимирович (род. 06.12.1992, г. Ухта) — российский футболист, игрок в мини-футбол, экс-игрок мини-футбольных клубов Спартак (мини-футбольный клуб), Ухта (мини-футбольный клуб), Новая генерация (мини-футбольный клуб).
Чемпион первой лиги России 2008 (СЗФО)
Победитель высшей лиги в составе Ухта (мини-футбольный клуб) в 2015 г.
Серебряный призёр второй лиги, зона "Урал и Западная Сибирь"
Обладатель бронзовых медалей в составе Спартак (футзальный клуб, Москва) лиги чемпионов UEFS Европейский союз футзала в 2019г.